# Ruckowitzschachten

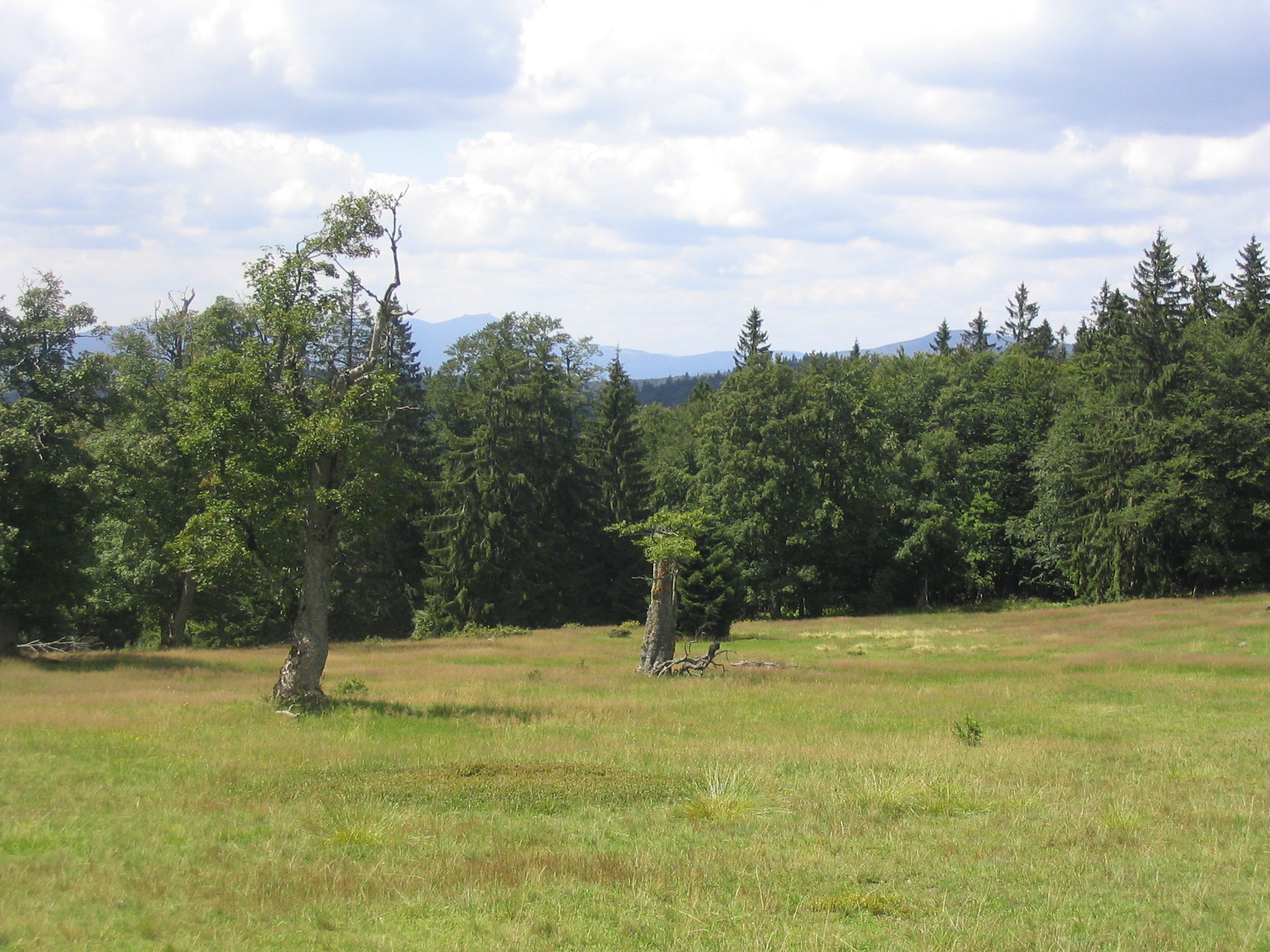
Der Ruckowitzschachten

Der Ruckowitzschachten, auch Ruckowitz-Schachten, früher auch Langschachten, ist der größte Schachten im Bayerischen Wald. Er liegt bei der Ortschaft Zwieslerwaldhaus in 1030 bis 1180 Metern Höhe am Nordwesthang des Rukowitzberges im Erweiterungsgebiet des Nationalparks Bayerischer Wald im Landkreis Regen. Seine größte Ausdehnung ist etwa 800 Meter mal 300 Meter. Er ist der einzige Schachten, der ganz an einem Nordhang liegt.
Durch eine Forststraße wird der Schachten in einen kleineren südöstlichen und einen größeren nordwestlichen Teil getrennt. Der Mittelpunkt des nordwestlichen Teiles wird von einem Flachmoor mit einer nordwestlich anschließenden Quellflur gebildet. Dort wächst unter anderem das Berg-Greiskraut, während im südöstlichen Abschnitt ein Bestand des Ungarischen Enzians existiert. 

## Name
Der ungewöhnliche Name, gelegentlich findet sich auch Rukowitzschachten, beruht laut Georg Priehäußer (1961) auf einer Fehlinterpretation durch mundartunkundliche Topographen. Demnach ist der Ursprung die Bezeichnung „Ruckawies“, was nichts anderes als Bergrückenwiese bedeutet. Am oberen Rand des Schachtens wurde im September 1975 der Naturforscher Priehäußer (1894–1974) durch die Aufstellung eines Totenbrettes geehrt.

## Geschichte
Nachrichten über diesen Schachten gibt es schon aus dem Jahr 1613, er wurde aber vermutlich schon vorher genutzt, da böhmische Bauern seit etwa zwanzig Jahren dort Vieh auftrieben. Der Bauer Lorenz Ayden aus Klautzenbach bei Zwiesel trieb 1613 bayerische Waldstiere auf, womit auch der bayerische Anspruch auf dieses Gebiet demonstriert werden sollte. Am ersten Auftrieb waren noch zwei Lindberger Bauern beteiligt. Eine Forstordnung von 1616 regelte die Waldweidenutzung gesetzlich. 1619 wurde der Schachten, damals Schachten am Hirschberg genannt, vergrößert. Ayden errichtete auch eine Hütte auf dem Schachten, die 1629 von Zwiesler Bürgern abgebrannt wurde, die damit ihren Anspruch auf einen eigenen Weidedistrikt demonstrierten.
Als 1708 die Grenze für ein halbes Jahrhundert nach Süden verlegt wurde, mussten die Klautzenbacher sowohl an Bayern als auch an Böhmen Weidegebühren entrichten. 1831 hatte der Ruckowitzschachten eine Fläche von 30 Hektar. Um 1950 besaß der Schachten durch den hohen Bestand an alten Bäumen einen parkähnlichen Charakter. 1954 wurde er zusammen mit den Ruckowitzhängen unter Naturschutz gestellt. Die Beweidung endete im Jahr 1962. Im Herbst 1974 wurden 79 Fichten, 52 Bergahorne und 24 Rotbuchen gezählt. Damals war der Ruckowitzschachten 16,9 Hektar groß. Der malerischste Bergahorn, der häufig mit dem Großen Arber im Hintergrund fotografiert wurde, brach 1980 zusammen, als in seinem morschen Inneren ein Brand entstand. Auf dem Schachten befinden sich noch zahlreiche, allerdings meist sehr überalterte ehemalige Weidebäume, die teilweise mit Baumschwämmen bedeckt sind. Auf eingezäunten Versuchsflächen wuchsen Jungbäume heran. 1984 hatte der Ruckowitzschachten eine Fläche von 22 Hektar. 1997 kam er mit der Erweiterung des Nationalparks Bayerischer Wald zu diesem.
Seit 2014 wird der Ruckowitzschachten probeweise wieder beweidet, da die Beweidung von der Nationalparkverwaltung als naturnäher angesehen wird als das zum Schachtenerhalt notwendige Ausschneiden der Sträucher.